# Appartements Napoléon III
Les appartements Napoléon III sont une suite de pièces de réception situées dans l'aile Richelieu du palais du Louvre. Cet appartement princier a été construit sous Napoléon III entre 1858 et 1861 pour loger le ministre Achille Fould. Réalisé par l'architecte Hector Lefuel, également auteur des galeries et des salles d'État dans l'aile opposée du Louvre (aile Lefuel), l'ensemble s'inspire du style Louis XIV. Il s'agit d'un témoignage exceptionnel de l'art décoratif du Second Empire, les salons de réception des Tuileries ayant malheureusement disparu. 

## Histoire
Les appartements privés et de réception du ministre sont situés au premier étage de la nouvelle aile Richelieu. Les travaux d'aménagement commencent en 1858. L'inauguration de ces salons est faite avec un somptueux bal costumé, le 11 février 1861. Restées dans un parfait état de conservation, ces salles de réception ont été inaccessibles au public pendant plus d'un siècle. En effet, à la suite de l'incendie en 1871 lors de la Commune de l'immeuble du ministère des Finances  qui s'étendait des numéros 234 à  244 de la rue de Rivoli, ce ministère a été transféré dans l'aile Richelieu, où il est resté jusqu'en 1989. 
Ce n'est qu'avec le projet Grand Louvre, et le déménagement de l'administration des Finances à Bercy, que l'aile Richelieu, remise au musée du Louvre, a pu être réaménagée en salles d'exposition et inaugurée le 18 novembre 1993. Les appartements Napoléon III, ouverts au public en janvier 2000, font désormais partie du parcours du département des objets d'art du musée. Le grand salon a été restauré du 21 août au 13 octobre 2017.

## Description
L'appartement impérial compte onze pièces. Son luxe inouï représente la quintessence même du style Second Empire. Dorures, tentures rouge cramoisi, ors, lustres, stucs, marbres, bronzes et meubles témoignent du goût de l'époque pour le luxe, l'apparat et le confort. 
- La galerie d'introduction dessert le salon de famille et le salon-théâtre ;
- Le salon de famille sert de transition entre les grands et les petits appartements ;
- Le Grand Salon ou Salon d'Angle est la pièce la plus vaste et la plus somptueuse. Décorée par Louis-Alphonse Tranchant, elle pouvait être disposée en théâtre et accueillir jusqu'à 265 spectateurs. Elle est remarquable par son impressionnant lustre en cristal de Baccarat, sa peinture au plafond réalisée par Maréchal et ses meubles capitonnés, dont les confidents, fauteuils à deux places, et les indiscrets, fauteuils à trois places ;
- Le salon-théâtre adjacent, d'où étaient jouées les représentations, est séparé du Grand Salon par un véritable rideau de scène ;
- La petite salle à manger abrite une peinture en trompe-l’œil représentant une tonnelle ;
- La grande salle à manger comporte une immense table recouverte d'argenterie. Elle pouvait accueillir plus de 40 convives.

## Galerie

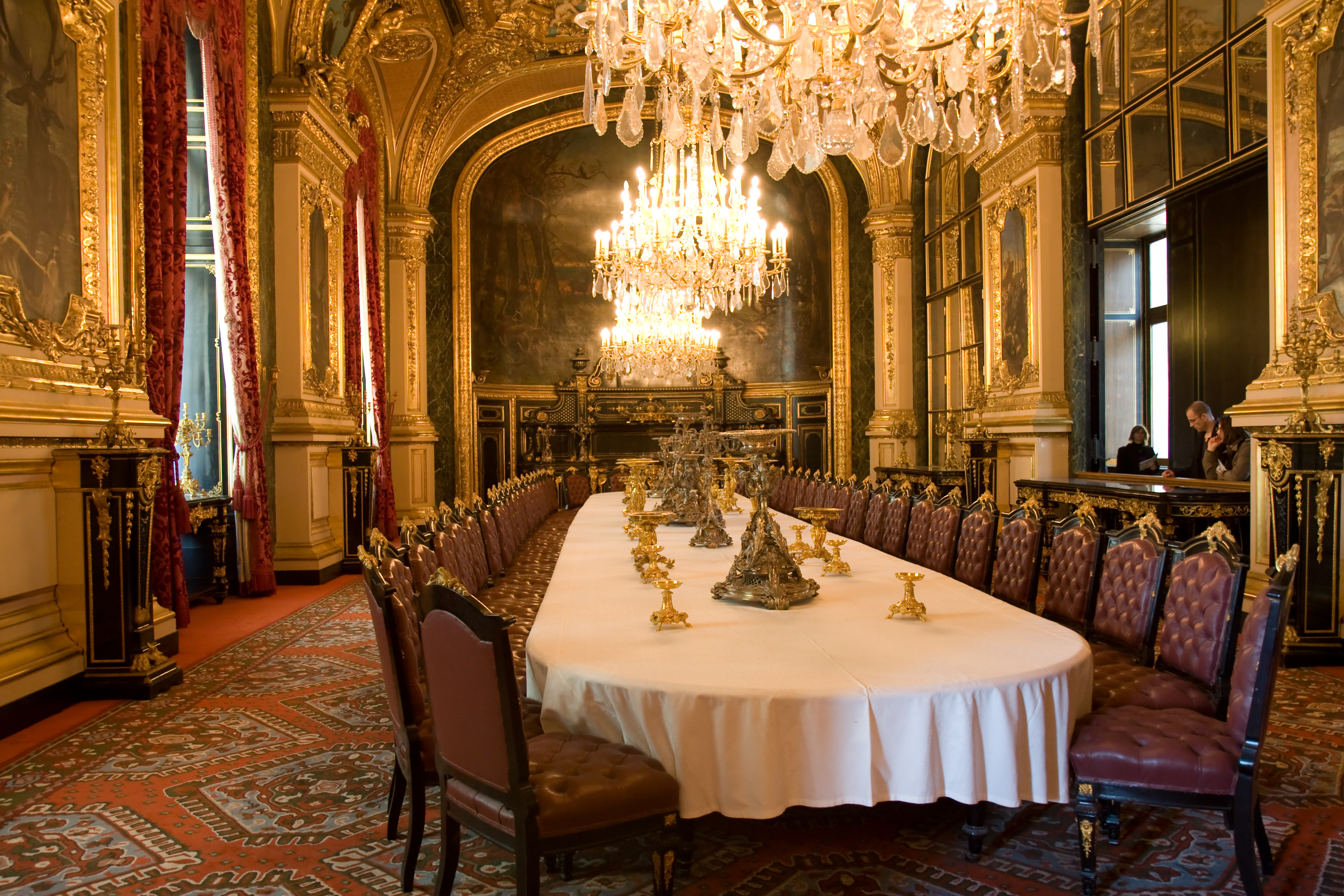
Grande salle à manger.
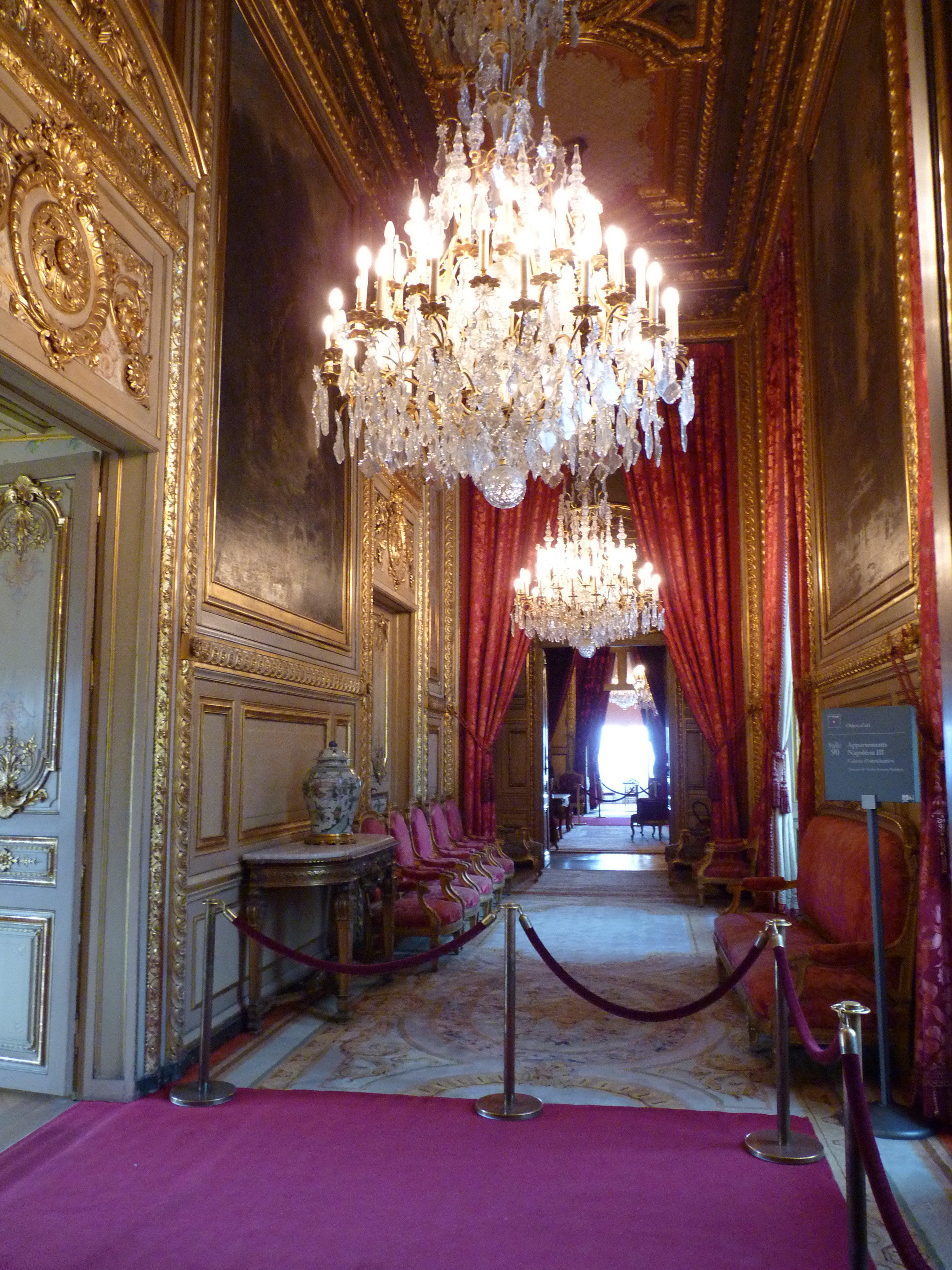
Couloir d'introduction.
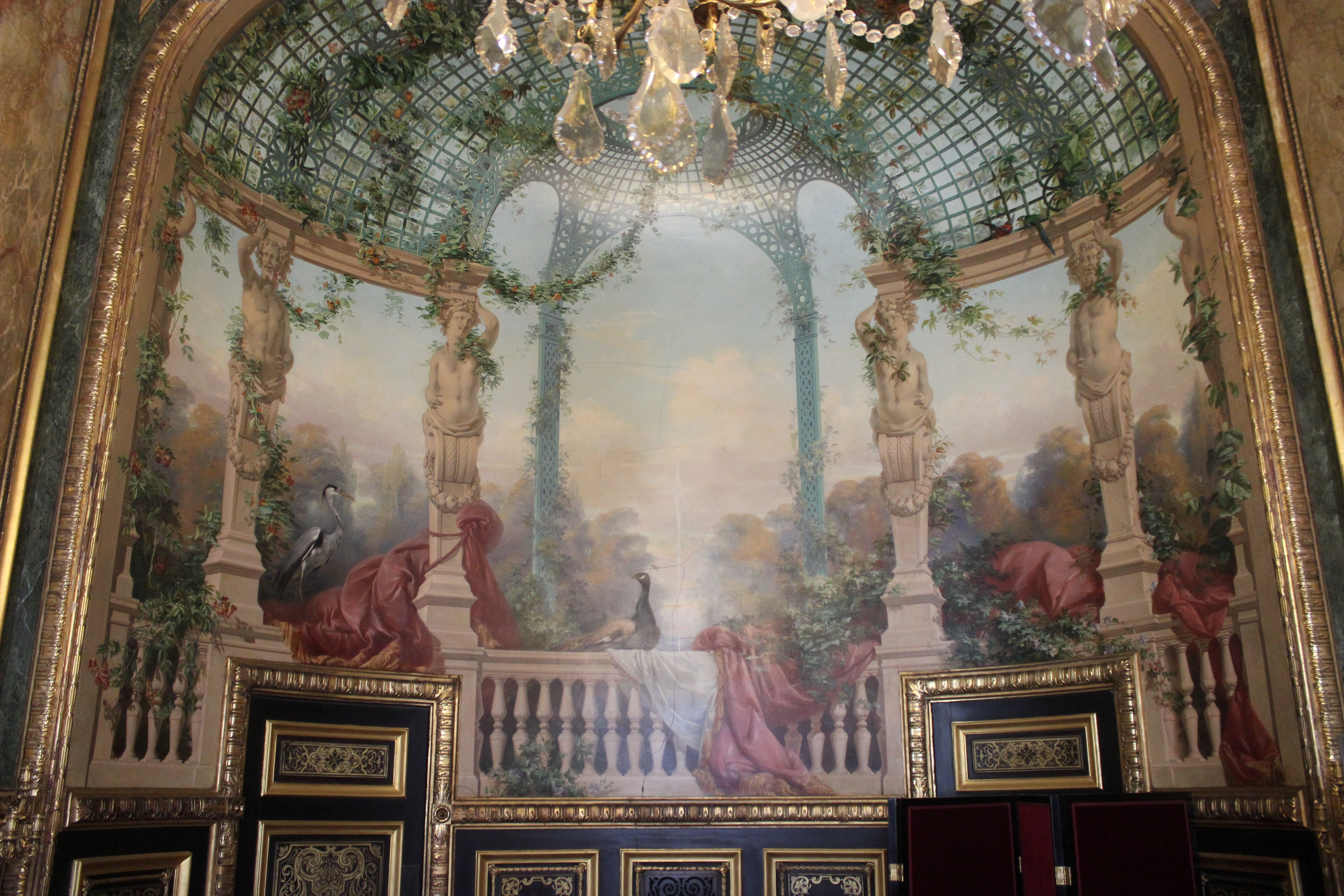
Trompe l'oeil de la petite salle à manger.
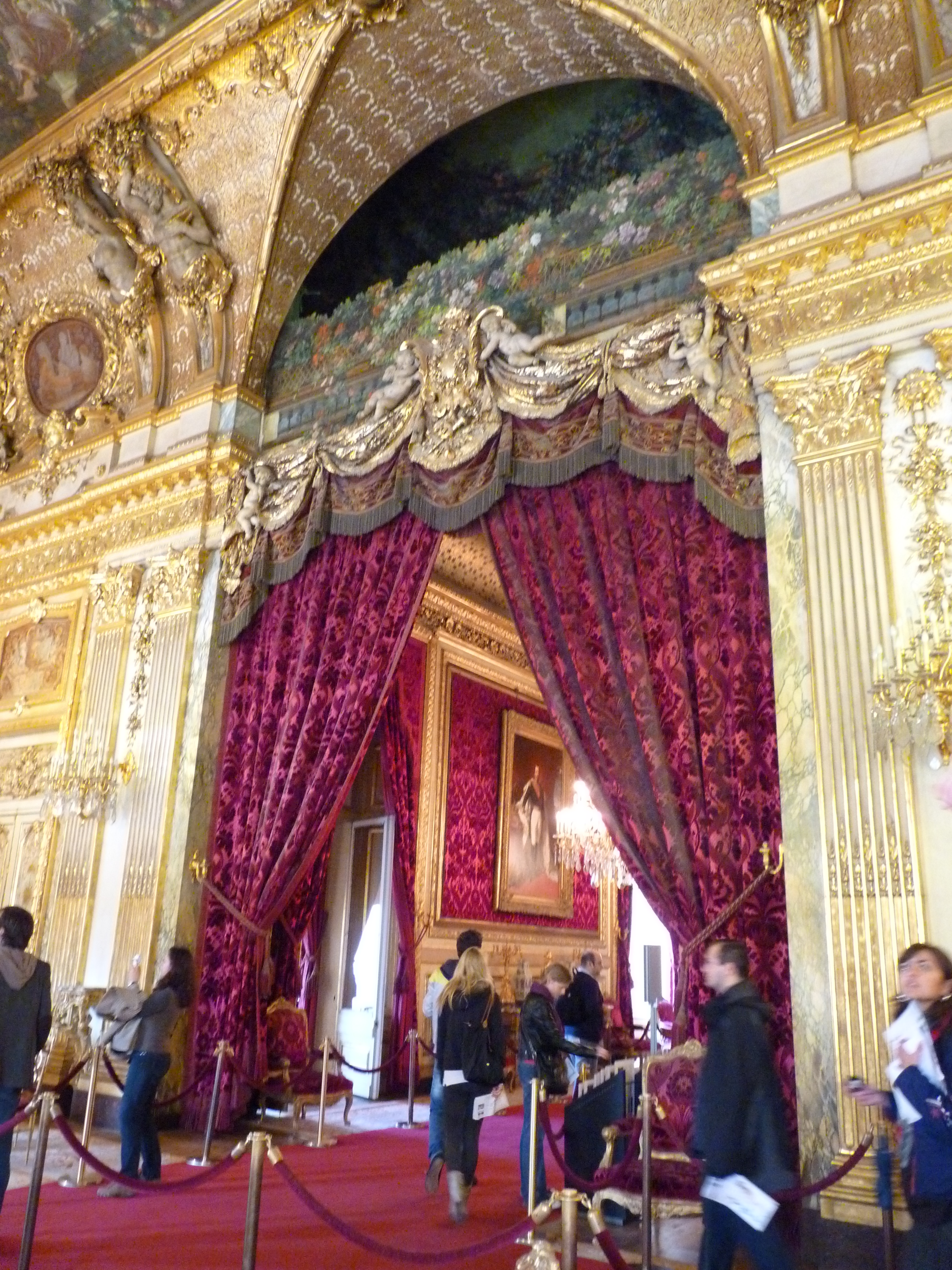
Rideau de scène.
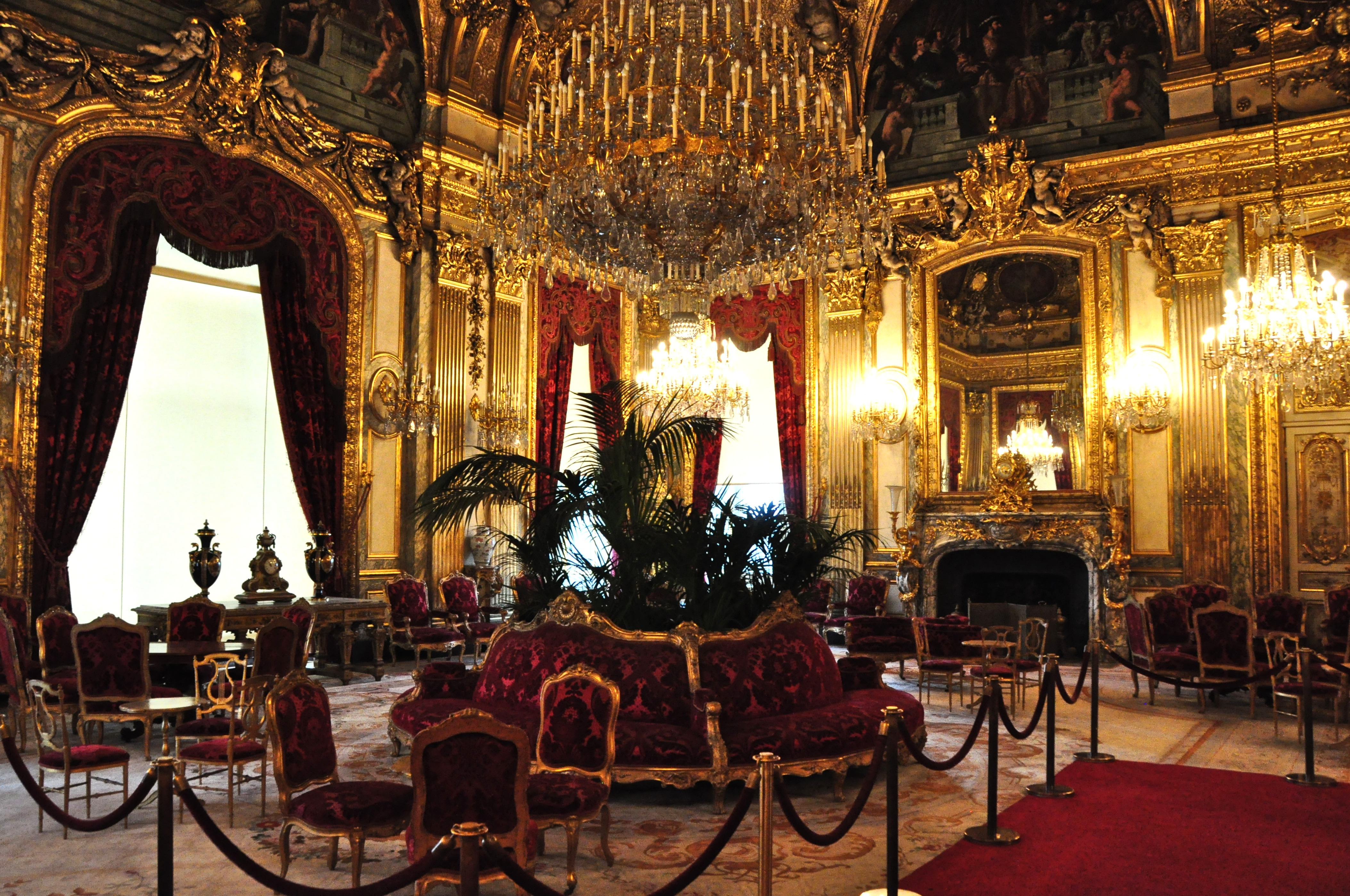
Grand salon d'angle.